# Bubnjarci
Bubnjarci falu Horvátországban, a Károlyváros megyében. Közigazgatásilag  Žakanjéhoz tartozik.

## Fekvése
Károlyvárostól 23 km-re északnyugatra, községközpontjától 4 km-re északra a Kulpa bal partján a szlovén határ mellett fekszik.

## Története
A település neve dobost jelent, a 15. – 16. században ugyanis lakói a török elleni harcokban az ozalyi és ribniki bandériumok dobosaiként szolgáltak. A települést kastélyával együtt 1465-ben "Bobnarczy possessio ad castrum Rybnik" néven említik először, abban az időben az ország egyik legfontosabb kastélya volt. Építésének idejéről  nincs történeti adat. Ma már nem áll, de egy 1860-ban készített térképen még jól látszik. A település előbb a lipniki, majd a ribniki uradalomhoz tartozott, mely 1418-ban 25 falut foglalt magában összesen 4784 lakossal. Mivel azonban a ribniki templom túl messze volt az itteniek a Kulpán túli Metlikára jártak istentiszteletre.
A 16. században Bubnjarci ura egy gazdag nemesember Franjo Herendić, míg a szomszédos ribniki birtoké a luteránus vallás lelkes terjesztője Petar Lukić volt volt. Ők ketten jó barátok voltak. A kastély utolsó tulajdonosa Filip Šufflaj volt, leszármazottainak sírja ma is látható a helyi temetőben. A település 1783-ban az első katonai felmérés térképén „Dorf Bubnaricz” néven szerepel. Bubnjarcit az 1913-ban megépített, majd 1914-ben Károlyvárosig meghosszabbított Ljubljana – Novo Mesto vasútvonal kapcsolta be a vasúti forgalomba. Ekkor épült a Kulpán átívelő vasúti híd is. A településnek 1857-ben 339, 1910-ben 264 lakosa volt. A trianoni békeszerződésig Zágráb vármegye Károlyvárosi járásához tartozott. 2011-ben 210-en lakták.

## Lakosság
| Lakosság változása | Lakosság változása | Lakosság változása | Lakosság változása | Lakosság változása | Lakosság változása | Lakosság változása | Lakosság változása | Lakosság változása | Lakosság változása | Lakosság változása | Lakosság változása | Lakosság változása | Lakosság változása | Lakosság változása | Lakosság változása |
| ------------------ | ------------------ | ------------------ | ------------------ | ------------------ | ------------------ | ------------------ | ------------------ | ------------------ | ------------------ | ------------------ | ------------------ | ------------------ | ------------------ | ------------------ | ------------------ |
| 1857               | 1869               | 1880               | 1890               | 1900               | 1910               | 1921               | 1931               | 1948               | 1953               | 1961               | 1971               | 1981               | 1991               | 2001               | 2011               |
| 339                | 331                | 354                | 364                | 292                | 264                | 315                | 315                | 301                | 338                | 335                | 321                | 286                | 267                | 234                | 210                |

## Nevezetességei
- A Szent Kereszt tiszteletére szentelt temploma[5] 1688-ban már állt, bár eredetileg nem volt harangtornya. A žakanjei plébánia alapítása előtt a lipniki plébániához tartozott. Mai barokk formáját 1753-ban kapta, amikor átépítették. A kápolnát a 17. században a Zrínyi és a Frangepán családok által épített mediterrán típusú kápolnaként írják le, fa előcsarnokkal, harangdúccal és famennyezettel. A kápolna mai megjelenését a 18. és 19. századi felújítások során nyerte el. Egyhajós épület téglalap alaprajzú hajóval, keskenyebb sokszögű szentéllyel, a szentélytől északra levő sokszögletű sekrestyével és a főhomlokzat előtti harangtoronnyal. A hajót dongaboltozat, a diadalívvel elválasztott szentélyt pedig a csillagos ég motívumával díszített keresztboltozattal boltozzák. A főhomlokzatot a korábbi harangdúc helyett harangtorony uralja, a földszinten bejárati előcsarnok, felül pedig barokk toronysisak zárja. Az oldalhomlokzatok egyszerűen formázottak, egy-egy téglalap alakú ablakkal tagolva. A harangtorony sarkait, az oldalhomlokzatokat, a szentélyt és a sekrestyét fehér vakolatcsíkok emelik ki. Két oltára 1830-ban készült.
- Vasúti határátkelőhely, híd a Kulpa folyón.